# Anna Kondraszyna
Anna Nikołajewna Kondraszyna, po mężu Kryłowa (ros. Анна Николаевна Кондрашина, po mężu Крылова; ur. 23 grudnia 1955 w Leningradzie) – radziecka wioślarka, srebrna medalistka olimpijska, srebrna medalistka mistrzostw świata.
W 1976 roku wystąpiła na igrzyskach olimpijskich w Montrealu, podczas których wzięła udział w jednej konkurencji – rywalizacji czwórek podwójnych ze sternikiem. Reprezentantki Związku Radzieckiego (w składzie: Anna Kondraszyna, Mira Briunina, Larisa Aleksandrova, Galina Jermołajewa oraz sterniczka Nadieżda Czernyszowa) zdobyły w tej konkurencji srebrny medal olimpijski, uzyskując w finale czas 3:32,49 i przegrywając jedynie z osadą z Niemieckiej Republiki Demokratycznej. W pierwszej rundzie uzyskały rezultat 3:11,74, dzięki czemu poprawiły ówczesny rekord olimpijski.
W 1978 roku zdobyła srebrny medal mistrzostw świata w Karapiro w jedynkach. Rok później w tej samej konkurencji zajęła pierwsze miejsce w finale B (siódme w łącznej klasyfikacji) na mistrzostwach świata w Bledzie. Wzięła również udział w 1977 roku w mistrzostwach świata w Amsterdamie, podczas których zajęła piąte miejsce w czwórkach podwójnych ze sternikiem.
W 1978 roku zwyciężyła w wioślarskich mistrzostwach ZSRR, a w latach 1975–1978 była medalistką tych zawodów. Wyróżniona została również medalem „Za pracowniczą wybitność”. W latach 1981-1998 pracowała jako trener wioślarstwa.